# Гран-при Австралии 2008 года
Гран-при Австралии — первый гран-при Формулы-1 в сезоне 2008 года проходил с 14 по 16 марта 2008 года на трассе Альберт-парк в Мельбурне. Это была первая гонка с 2001 года, на которой было запрещено использование гонщиками антипробуксовочной системы.

## Свободные заезды
| Сессия    | №  | Лидер          | Команда    | Время    |
| --------- | -- | -------------- | ---------- | -------- |
| 1 (14,03) | 1  | Кими Райкконен | Ferrari    | 1:26,461 |
| 2 (14,03) | 22 | Льюис Хэмилтон | McLaren    | 1:26,559 |
| 3 (15,03) | 4  | Роберт Кубица  | BMW Sauber | 1:25,613 |

## Квалификация
В квалификации ряд гонщиков лидирующих команд испытали проблемы, помешавшие им показать лучшее время. Кими Райкконен пропустил большую часть сессии из-за проблем с подачей топлива, и даже не попал во вторую часть квалификации, став 15-м. Марк Уэббер пропустил большую часть сессии из-за проблем с передними правыми тормозами. Себастьян Феттель пропустил третью часть сессии из-за проблем с масляным насосом. На последней части квалификации Роберт Кубица из BMW был близок к поул-позишн, но совершил небольшую ошибку и оказался вторым. Квалификацию выиграл Льюис Хэмилтон.
Тимо Глок передвинут на 5 позиций назад за смену коробки передач, а затем — за блокировку Марка Веббера ещё на 5 позиций, в итоге став 19-м.
| Место | Имя                 | Команда             | Часть 1  | Часть 2     | Часть 3     |
| ----- | ------------------- | ------------------- | -------- | ----------- | ----------- |
| 1     | Льюис Хэмилтон      | McLaren-Mercedes    | 1:26,572 | 1:25,187    | 1:26,714    |
| 2     | Роберт Кубица       | BMW Sauber          | 1:26,103 | 1:25,315    | 1:26,869    |
| 3     | Хейкки Ковалайнен   | McLaren-Mercedes    | 1:25,664 | 1:25,452    | 1:27,079    |
| 4     | Фелипе Масса        | Ferrari             | 1:25,994 | 1:25,691    | 1:27,178    |
| 5     | Ник Хайдфельд       | BMW Sauber          | 1:25,960 | 1:25,518    | 1:27,236    |
| 6     | Ярно Трулли         | Toyota              | 1:26,427 | 1:26,101    | 1:28,527    |
| 7     | Нико Росберг        | Williams-Toyota     | 1:26,295 | 1:26,059    | 1:28,687    |
| 8     | Дэвид Култхард      | Red Bull-Renault    | 1:26,381 | 1:26,063    | 1:29,041    |
| 9     | Себастьян Феттель   | Toro Rosso-Ferrari  | 1:26,702 | 1:25,842    | нет времени |
| 10    | Рубенс Баррикелло   | Honda               | 1:26,369 | 1:26,173    |             |
| 11    | Фернандо Алонсо     | Renault             | 1:26,907 | 1:26,188    |             |
| 12    | Дженсон Баттон      | Honda               | 1:26,712 | 1:26,259    |             |
| 13    | Кадзуки Накадзима   | Williams-Toyota     | 1:26,891 | 1:26,413    |             |
| 14    | Марк Уэббер         | Red Bull-Renault    | 1:26,914 | нет времени |             |
| 15    | Кими Райкконен      | Ferrari             | 1:26,140 | нет времени |             |
| 16    | Джанкарло Физикелла | Force India-Ferrari | 1:27,207 |             |             |
| 17    | Себастьен Бурде     | Toro Rosso-Ferrari  | 1:27,446 |             |             |
| 18    | Адриан Сутиль       | Force India-Ferrari | 1:27,859 |             |             |
| 19    | Тимо Глок           | Toyota              | 1:26,919 | 1:26,164    | 1:29,593*   |
| 20    | Такума Сато         | Super Aguri-Honda   | 1:28,208 |             |             |
| 21    | Нельсиньо Пике      | Renault             | 1:28,330 |             |             |
| 22    | Энтони Дэвидсон     | Super Aguri-Honda   | 1:29,059 |             |             |

* Тимо Глок был оштрафован на 10 позиций за блокировку Уэббера.

## Гонка
На старте произошло несколько инцидентов, повлекших сходы участников. Себастьян Феттель врезался в Джанкарло Физикеллу, заставив автомобиль итальянца подпрыгнуть. В завале пострадали Марк Уэббер, Энтони Дэвидсон, Дженсон Баттон. Фелипе Масса, атакуя Ковалайнена, не удержал машину и врезался в отбойник, но, поменяв носовой обтекатель, продолжил гонку. Автомобиль безопасности выехал на трассу на один круг.
Росберг на старте опередил Хайдфельда. Райкконен начал прорываться с 15-го места, опередив ряд соперников. Ярно Трулли уверенно шёл 6-м до того, как на 21-м круге мотор его Toyota сгорел. Фелипе Масса отыграл часть потерянных позиций, догнал и атаковал Дэвида Култхарда. На 26 круге гонщики столкнулись и бразилец выбил соперника с трассы, машина Култхарда серьёзно пострадала. Масса продолжил борьбу, но сошёл на 33 круге. Кими Райкконен оказался позади Honda Рубенса Баррикелло, сумев обогнать его только после шестнадцати кругов упорной борьбы.
Во время очередной волны дозаправок Ник Хайдфельд смог снова опередить Росберга. Райкконен же оказался вновь в конце пелетона. Догнав Глока, он зацепил обочину и вылетел с трассы, но сумел вернуться в гонку. После этого произошла тяжёлая авария Тимо Глока: его Toyota вылетела за пределы трассы, подпрыгнула, наехав на неровность почвы, упала на трассу, завертелась разбросав большое число обломков и получила тяжёлые повреждения. Машина безопасности вела пелетон ещё несколько кругов. На рестарте Алонсо обогнал Ковалайнена и Райкконена. Кадзуки Накадзима стал виновником столкновения с Робертом Кубицей, в результате которого поляк покинул гонку, а японец откатился на последнее место. За счёт удачной тактики Себастьен Бурде вышел на четвёртое место. В упорной борьбе Хейкки Ковалайнен опередил Алонсо, но пропустил его на стартово-финишной прямой, когда ошибся с переключением режимов на руле.
На последних кругах гонки надёжность машин оказалась недостаточной: Кими Райкконен и Себастьен Бурде сошли из-за сгоревших двигателей. Рубенс Баррикелло вынужден был отбыть штраф стоп-энд-гоу 10 за дозаправку во время автомобиля безопасности, когда это запрещено. Гонку выиграл Льюис Хэмилтон, Ник Хайдфельд финишировал вторым. Нико Росберг завоевал первый в карьере подиум, заняв третье место.
| Место | С  | №  | Гонщик              | Конструктор         | Ш | Круги | Время/причина схода               | О  |
| ----- | -- | -- | ------------------- | ------------------- | - | ----- | --------------------------------- | -- |
| 1     | 1  | 22 | Льюис Хэмилтон      | McLaren             | B | 58    | 1:34:50,616                       | 10 |
| 2     | 5  | 3  | Ник Хайдфельд       | BMW Sauber          | B | 58    | +5,478                            | 8  |
| 3     | 7  | 7  | Нико Росберг        | Williams-Toyota     | B | 58    | +8,163                            | 6  |
| 4     | 11 | 5  | Фернандо Алонсо     | Renault             | B | 58    | +17,181                           | 5  |
| 5     | 3  | 23 | Хейкки Ковалайнен   | McLaren             | B | 58    | +18,014                           | 4  |
| ДСК   | 10 | 17 | Рубенс Баррикелло   | Honda               | B | 58    | Выезд с пит-лейна на красный свет |    |
| 6     | 13 | 8  | Кадзуки Накадзима   | Williams-Toyota     | B | 57    | +1 круг                           | 3  |
| 7     | 17 | 14 | Себастьен Бурде     | Toro Rosso-Ferrari  | B | 55    | Двигатель                         | 2  |
| 8     | 15 | 1  | Кими Райкконен      | Ferrari             | B | 54    | Двигатель                         | 1  |
| Сход  | 2  | 4  | Роберт Кубица       | BMW Sauber          | B | 48    | Столкновение                      |    |
| Сход  | 18 | 12 | Тимо Глок           | Toyota              | B | 43    | Авария                            |    |
| Сход  | 19 | 18 | Такума Сато         | Super Aguri-Honda   | B | 32    | Трансмиссия                       |    |
| Сход  | 20 | 6  | Нельсиньо Пике      | Renault             | B | 30    | Сцепление                         |    |
| Сход  | 4  | 2  | Фелипе Масса        | Ferrari             | B | 29    | Двигатель                         |    |
| Сход  | 8  | 9  | Дэвид Култхард      | Red Bull-Renault    | B | 25    | Столкновение                      |    |
| Сход  | 6  | 11 | Ярно Трулли         | Toyota              | B | 19    | Электрика                         |    |
| Сход  | 22 | 20 | Адриан Сутиль       | Force India-Ferrari | B | 8     | Гидравлика                        |    |
| Сход  | 14 | 10 | Марк Уэббер         | Red Bull-Renault    | B | 1     | Столкновение                      |    |
| Сход  | 12 | 16 | Дженсон Баттон      | Honda               | B | 1     | Столкновение                      |    |
| Сход  | 21 | 19 | Энтони Дэвидсон     | Super Aguri-Honda   | B | 0     | Столкновение                      |    |
| Сход  | 9  | 15 | Себастьян Феттель   | Toro Rosso-Ferrari  | B | 0     | Столкновение                      |    |
| Сход  | 16 | 21 | Джанкарло Физикелла | Force India-Ferrari | B | 0     | Столкновение                      |    |

Гонка стала рекордной по числу вылетов и сходов за последние 10 лет. К финишу сумели дойти лишь 7 автомобилей, 8 классифицировано. Количество пришедших к финишу машин было меньше количества зачётных позиций. Этот результат был показан в Формуле-1 впервые с введения новой очковой системы (если не считать бойкотированный Индианаполис-2005).
См. также:
- Гран-при Монако 1996 года (3 финишировавших)
- Гран-при Монако 1966 года (4 финишировавших)
- Гран-при Сан-Марино 1982 года (5 финишировавших)

Во время Гран-при на машинах Ред Булл дебютировал новый аэродинамический элемент в Формуле-1, новый кожух двигателя со своеобразным «плавником акулы», позднее подобный элемент появился и на автомобилях других команд сезона.

## После гонки
Рубенс Баррикелло был дисквалифицирован за повторное нарушение правил дозаправки — выезд из боксов на красный свет (сам он утверждает, что не видел запрещающего сигнала светофора). Его очко восьмого места досталось Кими Райкконену. Накадзима был признан виновным в аварии с Кубицей и был передвинут на 10 позиций вниз на стартовой решётке следующей гонки.